# Fortuna Dortmund
 DSV Fortuna Dortmund 55  war ein deutscher Frauenfußballverein, der von 1955 bis 1965 existierte.
Im Jahr 1955 gründete sich um Anne Droste und Renate Bress (geb. Müller) der Dortmunder Damenfußball-Verein Fortuna Dortmund. Er war zeit seiner Existenz die beste deutsche Frauenfußballmannschaft und trug vor allem Spiele gegen eine holländische Auswahl aus, meist in Süddeutschland. Zu dieser Mannschaft gehörten neben den Gründerinnen u. a. Christa Kleinhans, Grete Eisleben und Inge Kwast.